# Atos 23
Atos 23 é o vigésimo-terceiro capítulo dos Atos dos Apóstolos no Novo Testamento da Bíblia. Continua o relato da prisão de Paulo em Jerusalém iniciado em Atos 21, incluindo o início de sua viagem final para Roma passando por Cesareia.

## Manuscritos
Atos 23 foi originalmente escrito em grego koiné e dividido em 35 versículos. Alguns dos manuscritos a conter o texto são:
- Papiro 48 (ca. 250)
- Codex Vaticanus (325–350)
- Codex Sinaiticus (330–360)
- Codex Bezae (c. 400)
- Codex Alexandrinus (ca. 400–440)
- Codex Ephraemi Rescriptus (ca. 450; versículos 1 a 17)
- Codex Laudianus (ca. 550)

## Estrutura

### Julgamento de Paulo pelo Sinédrio

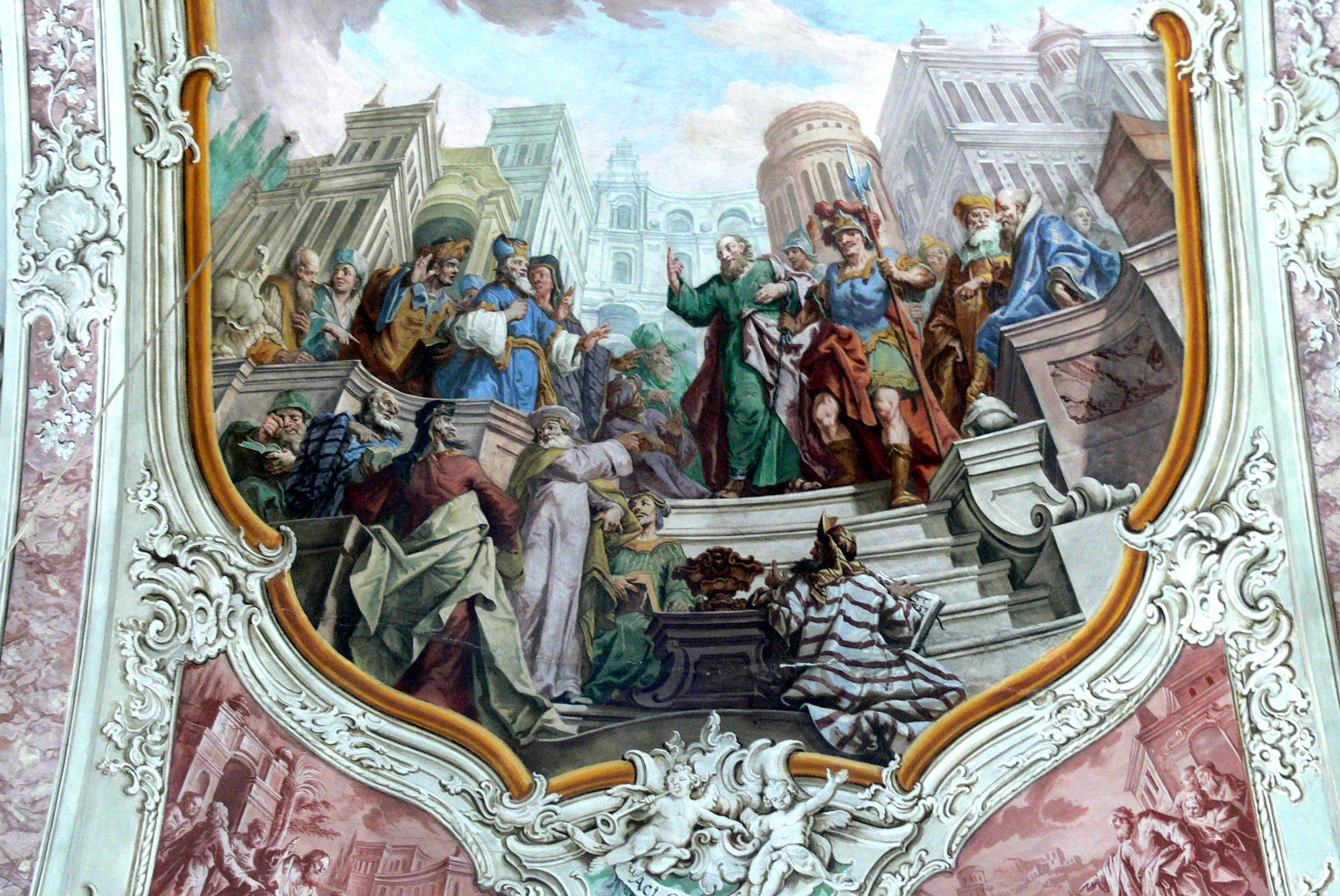
Paulo e o Sinédrio, um dos episódios de Atos 23.
1768. Afresco de Christoph Anton Mayr na Igreja de Sâo Pedro e São Paulo em Söll, na Áustria.

Quando começou a falar perante o Sinédrio, Ananias, que era o sumo sacerdote, mandou «lhe dessem na boca» (Atos 23:2) e Paulo o amaldiçoa: «Deus te ferirá, parede branqueada; tu estás aí sentado para me julgar segundo a Lei, e contra a Lei mandas que eu seja ferido» (Atos 23:3). Em seguida, Paulo se aproveitou da divisão dos judeus entre fariseus e saduceus e declarou o que acreditava ser o motivo de seu julgamento:
| “ | «Irmãos, eu sou fariseu, filho de fariseus; por causa da esperança e da ressurreição dos mortos é que eu estou sendo julgado.» (Atos 23:6) | ” |

Uma enorme confusão se seguiu, pois os saduceus, que afirmavam que não existiam anjos e nem espíritos, queriam condená-lo enquanto os fariseus defendiam sua inocência. Com medo de Paulo ser ferido, o tribuno romano o levou de volta para a cidadela. Preso, Paulo teve uma nova visão e foi reconfortado com a previsão de que daria seu testemunho em Roma como já havia feito em Jerusalém.

### Complô para assassinar Paulo
Quando Paulo estava preso, um grupo de mais de quarenta judeus articulou para assassiná-lo através de um estratagema. Eles pediram aos sacerdotes e anciãos que mandassem buscar Paulo sob o pretexto de «investigar com mais precisão a sua causa» (Atos 23:15), mas a intenção real era matá-lo assim que se apresentasse. Um "filho da irmã de Paulo" descobriu o plano e contou para o tio, que pediu que ele falasse com o tribuno. Este, depois de orientar que o rapaz guardasse segredo sobre o que havia lhe revelado, decidiu que Jerusalém não era mais segura (Atos 23:11–23).

### Paulo preso em Cesareia
Escoltado por «duzentos soldados de infantaria, setenta de cavalaria e duzentos lanceiros» (Atos 23:23), Paulo foi enviado para o governador romano da Judeia, Félix, juntamente com uma carta do tribuno, que chamava-se "Lísias". Os soldados acompanharam-no até Antipátrida e retornaram, deixando-o com a cavalaria. Ao chegar em Cesareia, o governador descobriu que Paulo era da Cilícia (região onde estava Tarso) mandou prendê-lo no "Pretório de Herodes" enquanto aguardava a chegada de seus acusadores, que mandou buscar em Jerusalém (Atos 23:24–35).